# مثبط
المثبط هو شيء لا يشجع الفرد على القيام بعمل ما. وهو نقيض الحافز. قد تقع العوامل المثبطة ضمن نطاق الاقتصاد أو القضايا الاجتماعية أو السياسة.

## الاقتصاد
المثبطات الاقتصادية هي أي عوامل تحفز الفرد على اتباع مسار معين. على سبيل المثال، إذا كان الأجر مقابل مهمة معينة منخفضًا جدًا، فقد يختار ذلك الموظف المحتمل تجنب اتباع مسار العمل المحدد هذا. وبالمثل، إذا كان الفرد يعاني من مشكلة طبية معينة وكان صاحب العمل غير قادر أو غير راغب في استيعاب عائقه، فسيختار هذا الشخص البحث في مكان آخر عن عمل.

## سياسة
تعزيز المثبطات هو أداة يستخدمها السياسيون في السياسة الخارجية والسياسة الداخلية. إن المثبطات في السياسة الخارجية هي الوسائل والتكتيكات المستخدمة لردع الخصم عن الضآلة. في السياسة المحلية، المثبط هو أداة تهدف إلى ردع أي فرد عن خرق القانون أو إعادة الترحيل.

## اجتماعيًا
المثبطات الاجتماعية هي الأشياء التي تثبط شخصًا عن أداء فعل في حياته الشخصية.